# Plectranthus vettiveroides
Plectranthus vettiveroides là một loài thực vật có hoa trong họ Hoa môi. Loài này được (Jacob) N.P.Singh & B.D.Sharma miêu tả khoa học đầu tiên năm 1982 publ. 1983.